# Discographie de Jay Chou
Le chanteur et auteur-compositeur taïwanais Jay Chou a quinze albums studio, six albums live, quatre extended play, un album compilation et plusieurs singles.

## Albums

### Albums studio
| Titres |
| --- |
| 1. Adorable Women (可愛女人) 2. Perfection (完美主義) 3. Starry Mood (星晴) 4. Wife (娘子) 5. Bullfight (鬥牛) 6. Black Humor (黑色幽默) 7. Istanbul (伊斯坦堡) 8. Indian Old Bird (印地安老斑鳩) 9. Tornado (龍捲風) 10. Counter Clockwise (反方向的鐘) |

| Titres |
| --- |
| 1. Love Before the Century (愛在西元前) 2. Dad I am back (爸我回來了) 3. Simple Love (簡單愛) 4. Ninja (忍者) 5. Can't Open Mouth (開不了口) 6. Shanghai 1943 (上海一九四三) 7. Sorry (對不起) 8. William Castle (威廉古堡) 9. Nunchuks (雙截棍) 10. Silence (安靜) |

| Titres |
| --- |
| 1. Orc (半獸人) 2. Peninsula Metal Box (半島鐵盒) 3. Secret Signal (暗號) 4. Dragon Fist (龍拳) 5. Where is the Train Going? (火車叨位去) 6. Split (分裂) 7. Grandfather's Tea (爺爺泡的茶) 8. Back to the Past (回到過去) 9. Milan's Little Blacksmith (米蘭的小鐵匠) 10. Finale Battle (最後的戰役) |

| Titres |
| --- |
| 1. In the Name Of The Father (以父之名) 2. Coward (懦夫) 3. Sunny Day (晴天) 4. Third Year Second Class (三年二班) 5. East Wind Breaks (東風破) 6. You Can Hear (妳聽得到) 7. Same Tone (同一種調調) 8. Her Eyelashes (她的睫毛) 9. Love's Cliff (愛情懸崖) 10. Terrace Field (梯田) 11. Double Blade (雙刀) |

| Titres |
| --- |
| 1. My Territory (我的地盤) 2. Common Jasmin Orange (七里香) 3. Excuse (藉口) 4. Grandma (外婆) 5. General (將軍) 6. Stranded (擱淺) 7. Chaotic Dance (亂舞春秋) 8. Duel Of Trapped Beasts (困獸之鬥) 9. Fun Fair (園遊會) 10. Wounds of War (止戰之殤) |

| Titres |
| --- |
| 1. Nocturne (夜曲) 2. Blue Storm (藍色風暴) 3. Hair Like Snow (髮如雪) 4. Black Sweater (黑色毛衣) 5. Surrounded (四面楚歌) 6. Maple (楓) 7. Romantic Cell Phone (浪漫手機) 8. Against The Grain (逆鱗) 9. Malt Candy (麥芽糖) 10. Coral Sea (珊瑚海) 11. Drifting (飄移) 12. All the Way North (一路向北) |

| Titres |
| --- |
| 1. Twilight's Chapter Seven (夜的第七章) 2. Listen to Mother's Word (聽媽媽的話) 3. Faraway (千里之外) 4. Herbalist's Manual (本草綱目) 5. Retreat (退後) 6. Red Imitation (紅模仿) 7. Heart's Rain (心雨) 8. White Windmill (白色風車) 9. Rosemary (迷迭香) 10. Chrysanthemum Flower Bed (菊花台) |

| Titres |
| --- |
| 1. Cowboy On The Run (牛仔很忙) 2. Rainbow (彩虹) 3. Blue And White Porcelain (青花瓷) 4. Sunshine Homeboy (陽光宅男) 5. Dandelion's Promise (蒲公英的約定) 6. Unparalleled (無雙) 7. I'm Not Worthy (我不配) 8. Nonsensical (扯) 9. Sweetness (甜甜的) 10. The Longest Movie (最長的電影) |

| Titres |
| --- |
| 1. Dragon Rider (龍戰騎士) 2. Give Me The Time of a Song (給我一首歌的時間) 3. Snake Dance (蛇舞) 4. Floral Sea (花海) 5. Magician (魔術先生) 6. Promised Love (說好的幸福呢) 7. Orchid Preface (蘭亭序) 8. Drifting Poet (流浪詩人) 9. Time Machine (時光機) 10. Uncle Joker (喬克叔叔) 11. Rice Field (稻香) |

| Titres |
| --- |
| 1. The Era (跨時代) 2. Say Goodbye (說了再見) 3. Fireworks Cool Easily (煙花易冷) 4. Free Tutorial Video (免費教學錄影帶) 5. Long Time No See (好久不見) 6. Rain All Night (雨下一整晚) 7. Hip-hop Flight Attendant (嘻哈空姐) 8. Tears of Scattered Emotion (我落淚。情緒零碎) 9. Diary of Love (愛的等飛行日記) 10. Self Directed Act (自導自演) 11. Superman Can't Fly (超人不會飛) |

| Titres |
| --- |
| 1. Exclamation Point (驚嘆號) 2. Enchanting Melody (迷魂曲) 3. Mine Mine 4. Princess Syndrome (公主病) 5. How Are You (你好嗎) 6. Healing Rice Dumpling (療傷燒肉粽) 7. Piano of Sorrow (琴傷) 8. Sailor Afraid of Water (水手怕水) 9. Not the End of the World (世界未末日) 10. Shadow Puppetry (皮影戲) 11. The Goddess of Race (超跑女神) |

| Titres |
| --- |
| 1. Four Seasons Train (四季列車) 2. Sign Language (手語) 3. Eunuch with a Headache (公公偏頭痛) 4. Obviously (明明就) 5. Giggle (傻笑) 6. A Larger Cello (比較大的大提琴) 7. No Difference in Loving You (愛你沒差) 8. Hong-Chen Inn (紅塵客棧) 9. Dream Initiated (夢想啟動) 10. Big Ben (大笨鐘) 11. You are Everywhere (哪裡都是你) 12. Ukulele (烏克麗麗) |

| Titres |
| --- |
| 1. Yang-Ming Mountain (陽明山) 2. Stolen Love (竊愛) 3. What Kind of Man? (算什麼男人) 4. Passerby (天涯過客) 5. What's Wrong (怎麼了) 6. Read Out in One Breath (一口氣全唸對) 7. I Want Summer (我要夏天) 8. Handwritten Past (手寫的從前) 9. Large Shoes (鞋子特大號) 10. Listen to Dad (聽爸爸的話) 11. Mermaid (美人魚) 12. Rhythm of the Rain (聽見下雨的聲音) |

| Titres |
| --- |
| 1. Bedtime Stories (床邊故事) 2. Let's Go (說走就走) 3. A Little Bit (一點點) 4. Lover of Past Life (前世情人) 5. Hero (英雄) 6. Shouldn't Be (不該) 7. Turkish Ice Cream (土耳其冰淇淋) 8. Love Confession (告白氣球) 9. Now You See Me 10. Failure at Love (愛情廢柴) |

| Titres |
| --- |
| 1. Intro 2. Greatest Works of Art (最偉大的作品) 3. Still Wandering (還在流浪) 4. Won't Cry (說好不哭) 5. Cold Hearted (紅顏如霜) 6. If You Don't Love Me, It's Fine (不愛我就拉倒) 7. Mojito 8. Missed Firework (錯過的煙火) 9. Waiting for You (等你下課) 10. Pink Ocean (粉色海洋) 11. Reflection (倒影) 12. I Truly Believe (我是如此相信) |

### Albums live
| Titres |
| --- |
| 1. Nunchucks (雙截棍) 2. Half-Beast Human (半獸人) 3. Ninja (忍者) 4. Grandpa's Tea (爺爺泡的茶) 5. Secret Signal (暗號) 6. Love Before the Century (愛在西元前) 7. Iron Box of an Island (半島鐵盒) 8. Back to the Past (回到過去) 9. Bullfight (鬥牛) 10. Split (分裂) 11. Silence (安靜) 12. Black Humor (黑色幽默) 13. Find Myself (找自己) 14. Tornado (龍捲風) 15. Starry Mood (星晴) 16. Dragon Fist (龍拳) 17. Shanghai 1943" (上海一九四三) 18. Can't Speak Clearly (你怎麼連話都說不清楚) 19. Finale Battle (最後的戰役) 20. Simple Love (簡單愛) 21. Couldn't Say (開不了口) |

| Titres |
| --- |
| 1. In Father's Name (以父之名) 2. The Wound That Ends War (止戰之殤) 3. Her Eyelashes (她的睫毛) 4. Sunny Day (晴天) 5. You Can Hear it (妳聽得到) 6. Terrace Field" (梯田) / Dad, I've Come Back (爸，我回來了) 7. Fun Fair (園遊會) 8. Tornado (龍捲風) 9. General (將軍) 10. Chaotic Dance (亂舞春秋) 11. Starry Mood (星晴) / Back to the Past (回到過去) / Finale Battle (最後的戰役) / Love Me, Don't Go (愛我別走) 12. My Territory (我的地盤) 13. The Cliff of Love (愛情懸崖) 14. Step Aside (擱淺) 15. Excuse (藉口) 16. Break Up (瓦解) 17. Double Blade (雙刀) / Nunchucks (雙截棍) / Dragon Fist (龍拳) 18. Struggle (困獸之鬥) 19. Rewind (倒帶) 20. Simple Love (簡單愛) 21. Common Jasmine Orange (七里香) 22. Grandma (外婆) 23. Broken String (斷了的弦) 24. East Wind Breaks (東風破) 25. Orbit (軌跡) |

| Titres |
| --- |
| 1. Golden Armor (黃金甲) 2. Incomparable (無雙) 3. A Secret That Can't Be Told (不能說的秘密) 4. A Step Back (退後) 5. Sweet (甜甜的) 6. The Longest Movie (最長的電影) 7. A Dandelion's Promise (蒲公英的約定) 8. White Windmill (白色風車) 9. Chrysanthemum Terrace (菊花台) 10. Malt Sugar (麥芽糖) 11. Cowboy is Very Busy (牛仔很忙) 12. Listen to Mom (聽媽媽的話) 13. Herbalist Manual (本草綱目) avec Alan Ko 14. Faraway (千里之外) avec Fei Yu-ching 15. Nocturne (夜曲) 16. Rosemary (迷迭香) 17. Sunshine Homeboy (陽光宅男) 18. Hair Like Snow (發如雪) 19. Fearless (霍元甲) 20. Nunchucks (雙截棍) 21. Master Chou (周大俠) avec Funky Tu |

| Titres |
| --- |
| 1. Opening 2. Dragon Knight (龍戰騎士) 3. The Era (跨時代) 4. Snake Dance (蛇舞) avec Lara Veronin 5. Love Before the Century (愛在西元前) 6. I'm Not Worthy Enough (我不配) 7. Hip-hop Stewardess (嘻哈空姐) 8. William Castle (威廉古堡) 9. Magician (魔術先生) 10. Black Humor (黑色幽默) avec Cindy Yen 11. If I Think of You I'll Write You a Letter (想你就寫信) par The Drifters 12. You're My Bandaid (你是我的OK繃) avec The Drifters 13. Fragrant Rice (稻香) 14. Sunshine Homeboy (陽光宅男) 15. Tornado (龍捲風) 16. Where's the Promised Happiness (說好的幸福呢) / Elimination (淘汰) / Blue and White Porcelain (青花瓷) 17. Free Tutorial Video (免費教學錄影帶) 18. Time Machine (時光機) 19. Dad, I've Come Back (爸，我回來了) / Who Knows My Mind (心事無人知) 20. It Rains All Night (雨下一整夜) 21. Diary: Fly for Love (愛的飛行日記) avec Gary Yang 22. Superman VCR (超人VCR) 23. In Father's Name (以父之名) 24. Couldn't Say (開不了口) 25. Give Me Some Time for a Song (給我一首歌的時間) avec Jolin Tsai 26. East Wind Breaks (東風破) 27. Nunchucks (雙截棍) |

| Titres |
| --- |
| 1. Exclamation Point (驚嘆號) 2. Dragon Fist (龍拳) 3. Finale Battle (最後的戰役) 4. The Rooftop (天台) avec Devon Song 5. A Larger Cello (比較大的大提琴) avec Cindy Yen, Gary Yang, Devon Song & Darren Chiu 6. Slow Dance (快門慢舞) avec Cindy Yen & Darren Chiu 7. Fight Dance (打架舞) avec Devon Song & Darren Chiu 8. You are Everywhere (哪裡都是你) 9. All the Way North (一路向北) 10. Secret That Can't Be Told (不能說的秘密) 11. Nunchucks (雙截棍) 12. Obviously (明明就) 13. Mine Mine 14. Tornado (龍捲風) 15. Eunuch With a Headache (公公偏頭痛) 16. Blue and White Porcelain (青花瓷) 17. Bullfight (鬥牛) / Sailor Afraid of Water (水手怕水) / Big Ben (大笨鐘) 18. Rainbow (彩虹) / Orbit (軌跡) 19. Sign Language (手語) 20. Can't Talk (開不了口) 21. Ukulele (烏克麗麗) 22. Sunshine Homeboy (陽光宅男) avec Cindy Yen, Gary Yang, Devon Song & Darren Chiu |

### Compilation
| No. | Titre     | Date de sortie | Label      | Pistes |
| --- | --------- | -------------- | ---------- | --- |
| 1 | Initial J | 31 août 2005   | Alfa Music | \| Titres \| \| ------------------------------------------------------------------------------------------------------------------------------------------------------------------------------------------------------------------------------------------------------------------------------------------------------------------------------------------------------------------------------------------------------------------------------------------------------------------------------------------------------------------------------------------------------------------------------------------------------------------------------------------------------------------------------------------------------------------------------------------------------------------------------------------------------------------------------------------------------------------------------------------------------------------------------------------------------------------------------------------------------------------------------------------------------------------------------------------------------------------------ \| \| Édition standard 1. All the Way North (一路向北) - de November's Chopin 2. Nunchucks (雙截棍) – de Fantasy 3. Adorable Woman (可愛女人) – de Jay 4. Finale Battle (最後的戰役) – de 8th Dimensions 5. Double Blade (雙刀) - de Ye Hui Mei 6. Ninja (忍者) – de Fantasy 7. In Father's Name (以父之名) – de Ye Hui Mei 8. Black Humor (黑色幽默) – de Jay 9. My Territory (我的地盤) – de Common Jasmine Orange 10. East Wind Breaks (東風破) – de Ye Hui Mei 11. Common Jasmin Orange (七里香) – du même album 12. Drifting (飄移) – de November's Chopin Édition limité 1. Adorable Woman (可愛女人) – de Jay 2. Black Humor (黑色幽默) – de Jay 3. Ninja (忍者) – de Fantasy 4. Nunchucks (雙截棍) – de Fantasy 5. Finale Battle (最後的戰役) – de 8th Dimensions 6. In Father's Name (以父之名) – de Ye Hui Mei 7. East Wind Breaks (東風破) – de Ye Hui Mei 8. Double Blade (雙刀) – de Ye Hui Mei 9. Common Jasmin Orange (七里香) – 4:59 (de l'album du même nom) 10. Grandma (外婆) – de Common Jasmine Orange 11. Drifting (飄移) – de November's Chopin 12. All the Way North (一路向北) – de November's Chopin \| |
| Titres |           |                |            | |
| Édition standard 1. All the Way North (一路向北) - de November's Chopin 2. Nunchucks (雙截棍) – de Fantasy 3. Adorable Woman (可愛女人) – de Jay 4. Finale Battle (最後的戰役) – de 8th Dimensions 5. Double Blade (雙刀) - de Ye Hui Mei 6. Ninja (忍者) – de Fantasy 7. In Father's Name (以父之名) – de Ye Hui Mei 8. Black Humor (黑色幽默) – de Jay 9. My Territory (我的地盤) – de Common Jasmine Orange 10. East Wind Breaks (東風破) – de Ye Hui Mei 11. Common Jasmin Orange (七里香) – du même album 12. Drifting (飄移) – de November's Chopin Édition limité 1. Adorable Woman (可愛女人) – de Jay 2. Black Humor (黑色幽默) – de Jay 3. Ninja (忍者) – de Fantasy 4. Nunchucks (雙截棍) – de Fantasy 5. Finale Battle (最後的戰役) – de 8th Dimensions 6. In Father's Name (以父之名) – de Ye Hui Mei 7. East Wind Breaks (東風破) – de Ye Hui Mei 8. Double Blade (雙刀) – de Ye Hui Mei 9. Common Jasmin Orange (七里香) – 4:59 (de l'album du même nom) 10. Grandma (外婆) – de Common Jasmine Orange 11. Drifting (飄移) – de November's Chopin 12. All the Way North (一路向北) – de November's Chopin |           |                |            | |

## Extended play
| Titres                                                                                      |
| ------------------------------------------------------------------------------------------- |
| 1. Snail (蝸牛) 2. You're Happier than Before (你比從前快樂) 3. End of the World (世界末日) |

| Titres                                                                                              |
| --------------------------------------------------------------------------------------------------- |
| 1. Orbit (軌跡) 2. Broken String (斷了的弦) 3. Orbit (Instrumental) 4. Broken String (Instrumental) |

| Titres                                                       |
| ------------------------------------------------------------ |
| 1. Fearless (霍元甲) 2. Face the World (獻世) (en cantonais) |

| Titres                                                                             |
| ---------------------------------------------------------------------------------- |
| 1. Golden Armor (黃金甲) 2. Chrysanthemum Terrace (au piano) (菊花台（鋼琴演奏版） |

## Singles
| Titre                                | Année | Film et/ou avec |
| ------------------------------------ | ----- | --------------- |
| Growing Up (我們在成長)              | 2002  | -               |
| Secret (不能說的秘密)                | 2007  | Secret          |
| Over Mountains and Oceans (千山萬水) | 2008  | -               |
| Sand Painting (畫沙)                 | 2009  | Cindy Yen       |
| Spark (天地一鬥)                     | 2011  | -               |
| You Are Everywhere (哪裡都是你)      | 2013  | The Rooftop     |
| Christmas Star (聖誕星)              | 2023  | Gary Yang       |
| Six Degrees                          | 2025  | Patrick Brasca  |

## Albums de musique de film
| Titres |
| --- |
| 1. Opening 2. Riding Bike (腳踏車) 3. 早操 4. 淡水海邊 5. 鬥琴 6. Four Hands Piano (湘倫小雨四手聯彈) 7. Ride With Me 8. Father and Son (父與子) 9. Tears (情人的眼淚) -（姚蘇蓉） 10. First Kiss《彩虹》 11. 女孩別為我哭泣 -（黃俊郎） 12. 晴天娃娃（江語晨） 13. Lang and Bao (阿郎與阿寶) 14. 與父共舞 15. Lu Xiao-yu (路小雨) 16. The Swan 17. Flash Back 18. Secret（慢板） 19. Angel 20. 小雨寫立可白Ⅰ《蒲公英的約定》 21. 小雨寫立可白Ⅱ 22. Secret（加長快板） 23. Piano Room (琴房) 24. Ending 25. 不能說的秘密（周杰倫） |

| Titres |
| --- |
| 1. 美術館 2. 保齡男孩 3. 波爺（曾志伟 麦烝玮 雪糕） 4. 美景 5. 浪子膏 6. 天台（周杰伦 柯有伦 徐帆 宋健彰 黄俊郎 于冠华 蔡朝华 郑凯开 罗文裕 李汪哲 罗宇轩） 7. 氣勢 8. 龍門澡堂 9. 打架舞（周杰伦 柯有伦 宋健彰 黄俊郎） 10. IF（温拿乐队） 11. 快門慢舞（邱凯伟 李心艾） 12. 阿郎的童年 13. Strike 14. 熱血碼頭 15. 錢難賺（柯有伦 宋健彰 黄俊郎） 16. 水管的友情 17. 逛夜市（黄雨勳） 18. 情人湖夜市（从从） 19. 撈金魚 20. 骰子 21. 大明星（周杰伦 柯有伦 宋健彰 于冠华 蔡朝华 罗文裕） 22. 屋頂上的願望 23. You're My Everything（Santa Esmeralda） 24. 英雄之歌 25. 天台的月光（周杰倫） 26. 竹竿舞 27. 狗仔舞（周杰倫） 28. 威少的陷阱 29. 哪裡都是你（周杰倫） 30. 兄弟的安慰 31. 悲劇的序幕 32. 無助 33. 亡命追逐 34. Goodbye 35. 天台的月光（吉他版） |